# شهرستان لیوبومل
شهرستان لیوبومل (به لاتین: Liuboml Raion) یک شهرستان در اوکراین است که در استان ولین واقع شده‌است. شهرستان لیوبومل ۱٬۴۸۱ کیلومتر مربع مساحت و ۳۹٬۶۳۴ نفر جمعیت دارد.